# Asesinato de Adrianna Hutto
Adrianna Elaine Hutto (Esto, 16 de septiembre de 1999-Esto, 8 de agosto de 2007) fue una niña estadounidense de 7 años que vivía en Esto (Florida).  El 8 de agosto de 2007, la madre de Adrianna, Amanda E. Lewis, hizo una llamada al 911 indicando que había encontrado a su hija en la piscina de la familia y que no respiraba. El personal de emergencia llevó a Adrianna al hospital cercano Bay Medical, donde fue declarada muerta aproximadamente una hora después de su llegada. La muerte fue tratada inicialmente como un accidente hasta que el hermanastro de Adrianna, A.J., de 6 años de edad, dijo a la policía que había presenciado a su madre "hundiendo" en la piscina a Adrianna como una forma de castigo corporal.

## Investigación
Durante la investigación, la policía descubrió que Adrianna había sido diagnosticada con TDAH y Lewis dijo que aunque inicialmente tenía problemas para relacionarse con su hija, su afecto por Adrianna había aumentado con el tiempo. Los investigadores también encontraron que ni Adrianna ni A.J. parecían tener juguetes en la casa, a lo que Lewis declaró que los juguetes habían sido retirados durante una semana como una forma de castigo y que los juguetes estaban guardados en un cobertizo. Después de buscar en el cobertizo, los investigadores notaron que no había juguetes en el cobertizo ni evidencia que sugiriera que habían estado allí. Había un pequeño carro rojo y dos juguetes inflables para la piscina en el patio, pero no otros juguetes. La doctora Renee Fox, el médico de la sala de emergencias que había manejado la atención médica de Adrianna, informó a los investigadores que Lewis no había mostrado ninguna emoción o reacción cuando le informaron que su hija había muerto, lo que le había parecido extraño. Lewis se sometió y pasó una prueba de detección de mentiras en la que afirmó que no había matado a su hija. En septiembre de 2007, Lewis fue arrestada y acusada de asesinato en primer grado de Adrianna. Se le ofreció un acuerdo de culpabilidad que la obligaría a declararse culpable de homicidio y recibir una sentencia de diez años, que se negó a favor de ir a juicio.

## Juicio

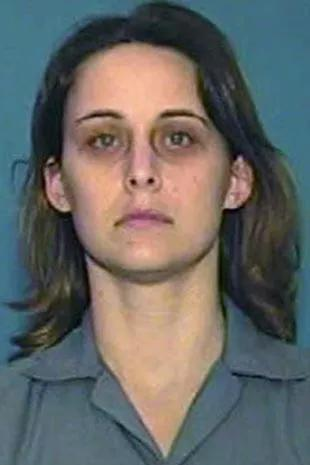
Foto policial de Amanda Lewis, asesina de Adrianna

Lewis fue a juicio en febrero de 2008, donde las declaraciones de A.J. y el Dr. Fox fueron presentadas como evidencia y la defensa argumentó que A.J. no era un testigo confiable, ya que su historia había cambiado varias veces durante un interrogatorio adicional. Otra evidencia llevada a juicio incluyó una autopsia realizada por el Dr. Charles Siebert, las declaraciones de los compañeros de trabajo de Lewis, la evidencia de falta de limpieza y la falta de juguetes, incluida la declaración de Lewis sobre el paradero de los juguetes. La fiscalía también señaló múltiples contusiones en la frente de Adrianna que se correlacionaban con el testimonio de A.J. Cuatro días después de que el caso fuera a juicio y después de solo dos horas (incluyendo el almuerzo) de deliberación, el jurado encontró a Lewis culpable de asesinato en primer grado y abuso infantil agravado. En marzo del mismo año, Lewis fue condenada a cadena perpetua en prisión sin posibilidad de libertad condicional.

## Apelación
En 2010, Lewis presentó una apelación, refiriéndose a la doctrina de la fusión, que según ella "excluye el uso del abuso infantil agravado como delito grave subyacente en un cargo de asesinato por delito grave si un solo acto de abuso condujo a la muerte del niño". Esta apelación no tuvo éxito, y se confirmó la condena.

## En los medios
Tres programas de televisión han resaltado este caso: el programa Investigation Discovery, "True Crime con Afrodita Jones", un episodio del programa 20/20, "What A.J. Saw: Mother's Fate" se basó en el testimonio del hermano de 7 años de edad, y también el episodio 2 de la primera temporada de la serie documental del Reino Unido "Killer Women con Piers Morgan".